# Maart 2007
Dit artikel geeft een chronologisch overzicht van belangrijke gebeurtenissen per dag in de maand maart van het jaar 2007.

## Gebeurtenissen

### 1 maart
- In Jenin op de Westelijke Jordaanoever zijn drie tot de Islamitische Jihad behorende Palestijnen door het Israëlische leger doodgeschoten omdat ze te maken zouden hebben gehad met een niet-geslaagde zelfmoordaanslag in Tel Aviv.
- Ward Cortvriendt wordt als 70e abt gekozen van de Abdij van Berne.

### 2 maart
- Na radarmetingen aan de ruïne van kasteel Arkelstein onder een weiland bij Deventer werd bekend dat het kasteel groter was dan eerdere onderzoekingen hadden uitgewezen.

### 3 maart
- In de Tsjetsjeense hoofdstad Grozny vindt men het lichaam van de eerste president van Georgië, Zviad Gamsachoerdia. Hij was daar begraven na zijn dood in Georgië onder niet opgehelderde omstandigheden op oudjaarsdag 1993, maar het graf raakte zoek door de vernietiging van de stad gedurende de twee Tsjetsjeense oorlogen.  Het stoffelijk overschot werd in Tbilisi herbegraven.
- Vanaf 21:17:11 uur is een complete maansverduistering te zien in de Benelux die een hoogtepunt bereikt om 00:21:38 uur op 4 maart. Het is dan tevens volle maan; het daaruit volgende springtij volgt op 6 maart.
- In Assen wordt het wereldrecord volkslied-zingen verbeterd door 1013 zangers die Mijn Drenthe in het Drents en het Nederlands zingen. Hiermee haalt men het Guinness Book of Records.

### 4 maart
- Voor de eerste maal in de geschiedenis kunnen kiezers via het internet voor een parlement kiezen, namelijk bij de parlementsverkiezingen in Estland waarvoor 30.000 kiezers van deze gelegenheid gebruikmaken.

### 5 maart
- In het Joegoslavië-tribunaal te Den Haag begint het proces tegen drie leiders van het Kosovo Bevrijdingsleger (UÇK) waaronder Ramush Haradinaj, ex-premier van Kosovo.

### 6 maart
- In de Gelderse plaats Hengelo komen bij een familiedrama de moeder en de twee kinderen op gewelddadige wijze om het leven, de zwaargewonde vader wordt verdacht.
- De rechtbank in Leeuwarden oordeelt dat de Hells Angels in Harlingen geen onderdeel zijn van een criminele organisatie en daarom niet verboden hoeven te worden.
- West-Sumatra wordt getroffen door een zware aardbeving. De schok wordt gevoeld tot in Maleisië en Singapore. Er vallen tientallen doden en honderden gewonden.

### 7 maart
- Bij de Nederlandse Provinciale Statenverkiezingen winnen de SP, de ChristenUnie en de Partij voor de Dieren en verliezen met name de PvdA, D66 en de LPF. De regeringspartijen CDA, PvdA en ChristenUnie behouden in de toekomstige Eerste Kamer hun meerderheid.
- De Nederlandse voetbalclub PSV bereikt de kwartfinale van de UEFA Champions League door een gelijkspel tegen het Engelse Arsenal FC.
- De Statenvergadering van de Nederlandse Antillen verklaart het Papiaments na het Nederlands en het Engels tot derde officiële officiële taal op de eilanden.
- Er worden nieuwe verkiezingen gehouden voor het assemblee voor Noord-Ierland.
- Garuda Indonesia-Vlucht 200 vliegt in brand, nadat het toestel landt in Indonesië. Er vallen 22 doden.

### 8 maart
- Het Belgische Rekenhof deelt mee dat maar een kwart tot de helft van de door de strafrechter opgelegde boetes wordt betaald en dat deze wanbetaling vanwege de overvolle gevangenissen niet leidt tot een korte gevangenisstraf.

### 9 maart
- Op het eiland Cyprus is in de verdeelde hoofdstad Nicosia een deel van de muur afgebroken die de (Griekse) Republiek (Zuid-)Cyprus scheidt van de Turkse Republiek Noord-Cyprus.
- Van de Belgische militairen die op 7 maart in Libanon met hun pantserwagen in een ravijn reden waarbij twee van hen het leven lieten, is nu ook een derde aan zijn verwondingen bezweken. Zij waren in dat land gestationeerd als lid van de VN-vredesmacht UNIFIL.

### 10 maart
- Veel door Marokkaanse en Antilliaanse loverboys verleide minderjarige meisjes worden door hun pooiers vanaf hun achttiende als prostituee in Antwerpen 'aan het werk gezet'.
- De klamboes die het bedrijf van de hoofdfinancier van de Partij voor de Dieren - Nicolaas Pierson - verkoopt, blijken te zijn behandeld met op dieren geteste chemicaliën.

### 11 maart
- De Surinaamse oud-legerleider Desi Bouterse biedt zijn excuses aan voor de Decembermoorden van 1982.
- In de Verenigde Staten is vandaag de zomertijd ingegaan, drie weken eerder dan gewoonlijk, en zal duren tot en met 4 november, een week later dan normaal, om zo veel mogelijk energie te besparen.
- Ireen Wüst is schaatswereldkampioene op de 1500 meter en de de 1000 meter dames in Salt Lake City geworden; Sven Kramer heeft hetzelfde gedaan op de 5000 meter en de 10 km heren. Daarnaast is de Nederlandse herenploeg wereldkampioen op de achtervolging geworden.
- In de Utrechtse wijk Ondiep ontstaan rellen nadat een man wordt doodgeschoten door een motoragent. De wijk wordt enige dagen afgesloten.

### 12 maart
- In Haarlem doodt een man zijn schoonmoeder en springt vervolgens met zijn twee zoontjes van vier en zes jaar voor de trein.

### 13 maart
- De regering van de autonome regio Catalonië wil het gebruik van het Catalaans bevorderen en subsidieert daarvoor een lesbische softpornofilm in die taal.
- De Stichting Collectieve Propaganda van het Nederlandse Boek introduceert op het Boekenbal een nieuw leesteken in de Nederlandse taal: het ironieteken.
- Op de Hoge Veluwe wordt een korstmos aangetroffen waarvan men dacht dat die in Nederland was uitgestorven, het rijstkorrelmos.
- Vanwege dreigende rellen naar aanleiding van het doodschieten van een man door een politieagent sluit burgemeester Annie Brouwer-Korf de Utrechtse wijk Ondiep voor één nacht af.
- Topzwemster Inge de Bruijn maakt bekend dat ze per direct stopt met wedstrijden zwemmen.

### 14 maart
- De op Guantanamo Bay gedetineerde Al Qaida-topman Khalid Sjeik Mohammed verklaart het brein te zijn geweest achter de aanslagen op het WTC in New York van 1993 en die van 2001 en op een discotheek vol Australische toeristen op Bali van 2002.
- Boekenweek. Boekenweekgeschenk is "De Brug" van Geert Mak (tot en met 24 maart)

### 15 maart
- Domenico C., de moordenaar van de Waalse politicus André Cools, wordt in hoger beroep tot twintig jaar gevangenisstraf veroordeeld.
- De Palestijnse premier Ismail Haniya presenteert zijn nieuwe kabinet van nationale eenheid dat de goedkeuring heeft gekregen van president Mahmoud Abbas.
- Het sinds 1993 gesloten spoorwegtracé tussen Budel en Weert in de Kempen dat deel uitmaakt van de IJzeren Rijn is na renovatie heropend.
- Andrés Palop, keeper van Sevilla FC scoort in de UEFA Cup-wedstrijd tegen Sjachtar Donetsk in blessuretijd de gelijkmaker middels een kopbal. Bekerhouder Sevilla wint in de blessuretijd en plaatst zich voor de kwartfinales.

### 16 maart
- Drie door rebellen in westelijk Irak gepleegde aanslagen met chloor kosten aan acht mensen het leven en veroorzaken 350 gewonden.

### 17 maart
- Een uit Soergoet afkomstig Tupolev Tu-134-vliegtuig van UT Air met 57 mensen aan boord stort neer op luchthaven Koeroemotsj van de Russische stad Samara. Achtentwintig personen raken hierbij gewond.

### 18 maart
- Het springtij na de nieuwe maan in combinatie met de noordwesterstorm veroorzaakt extreem hoogwater langs de Noordzeekust en in de Scheldemonding.
- Tijdens het wereldkampioenschap cricket overlijdt de bondscoach van Pakistan, de Engelsman Bob Woolmer, in zijn hotelkamer in Kingston (Jamaica). Aanvankelijk gaat de Jamaicaanse politie ervan uit dat hij is vermoord, wat aanleiding geeft tot allerhande samenzweringstheorieën. Na een tweede autopsie blijkt hij echter overleden te zijn aan een hartaanval.
- Na 30 jaar lang Europa te hebben gemeden treedt countryzangeres Dolly Parton (61) op in Nederland, in de IJsselhallen in Zwolle.
- De Grand Prix Formule 1 van Australië, eerste race Formule 1/2007, wordt gewonnen door de Fin Kimi Räikkönen.
- Het beeld "De Schreeuw" wordt onthuld in het Amsterdamse Oosterpark ter nagedachtenis aan de vermoorde Theo van Gogh.

### 19 maart
- In het Siberische Novokoeznetsk doet zich een ontploffing voor in een kolenmijn. Er vallen ten minste 106 doden.
- De winnares van X Factor, Sharon Kips, staat op de eerste plaats in de Nederlandse Top 40 met haar hit "Heartbreak away".

### 20 maart
- Googles bewering over een wettelijk verplichte gegevensopslag van 18 maanden wordt door het College Bescherming Persoonsgegevens gelogenstraft.
- Bij een grootscheepse actie pakt de Italiaanse politie 171 personen op, onder wie veel vermeende leden van de Napolitaanse maffiagroep Camorra. Onder hen zijn ook veel vrouwen.
- Bij een brand in een bejaardenhuis in het gemeentelijk district Jejski bij de Russische stad Jejsk in de zuidelijke kraj Krasnodar vallen 62 doden, mede doordat het de brandweer meer dan een uur kostte om de zeer afgelegen plaats te bereiken.

### 21 maart
- Om de plaag van de muskusratten tegen te gaan geeft het Deense Bos- en Natuuragentschap haar landgenoten de tip deze knaagdieren op te eten.
- Emomalii Rachmon, president van Tadzjikistan, vervangt zijn gerussificeerde naam door een Tadzjiekse en heet voortaan Emomalii Rachmon.
- Wouter Van Bellingen, een zwarte schepen van Sint-Niklaas, trouwt op de Grote Markt van Sint-Niklaas symbolisch 626 stellen uit geheel West-Europa als protest tegen voorafgaand voorgevallen racisme.

### 22 maart
- In de Mozambikaanse hoofdstad Maputo ontploft (vermoedelijk) vanwege de warmte een munitieopslagplaats; 83 personen komen daarbij om het leven, 360 anderen raken (zwaar) gewond.
- Er breken gevechten uit in Kinshasa (Democratische Republiek Congo) tussen regeringstroepen en de privémilitie van voormalig presidentskandidaat Jean-Pierre Bemba.
- Drie Nederlandse scholieren bedenken een magisch vierkant van 12 × 12 en een van 16 × 16.

### 23 maart
- Vanaf vandaag is er een website op het internet die een direct overzicht van het weeralarm in de landen van de Europese Unie geeft: meteoalarm.eu.
- Iran neemt vijftien Britse militairen gevangen omdat ze zich in de Iraanse territoriale wateren zouden bevinden.
- De PlayStation 3 komt uit in heel Europa.

### 24 maart
- Omdat Iran doorgaat met het verrijken van uranium legt de Veiligheidsraad van de Verenigde Naties het unaniem nieuwe sancties op omdat ze bang is dat Iran kernwapens wil maken.

### 25 maart
- Een Duits vrachtschip verliest op de Rijn nabij Keulen meer dan dertig containers. Het scheepvaartverkeer blijft tot de berging een aantal dagen gestremd waardoor veel binnenvaartschepen grote vertraging oplopen.
- Voormalig RAF-terroriste Brigitte Mohnhaupt komt na 24 jaar in de gevangenis te hebben gezeten vervroegd vrij. Omdat ze nooit spijt heeft betuigd is hier in Duitsland veel ophef over.
- In de Japanse Zee doet zich een aardbeving met een kracht van 7,1 op de schaal van Richter voor. Ook bij de Oceanische republiek Vanuatu vinden twee aardbevingen van ongeveer gelijke zwaarte plaats. Alleen in Japan is er een gering aantal slachtoffers.
- Vannacht is in Nederland en België de zomertijd ingegaan.

### 26 maart
- De Noord-Ierse politici Ian Paisley en Gerry Adams bereiken overeenstemming over de vorming van een nieuwe regering die op 8 mei van start zal gaan en waarvan Paisley minister-president zal worden.
- Op aandrang van de Europese Commissie wil de Vlaamse minister-president Yves Leterme afzien van de invoering van een wegenvignet in Vlaanderen.

### 27 maart
- Bij de herdenking op Tenerife van de vliegtuigramp die dertig jaar geleden op dit Canarische eiland plaatsvond en waarbij 583 (deels Nederlandse) personen omkwamen, wordt een monument onthuld.

### 28 maart
- Martin T., een 38-jarige Rotterdammer, bekent de moord op Louis Sévèke te hebben gepleegd.
- Met als motief betere huisvesting en onderwijs, gijzelt een Filipijnse schooldirecteur samen met twee anderen 32 van zijn schoolkinderen afkomstig uit Tondo, een arme wijk van de hoofdstad Manilla.
- Officiële opening Grand Canyon Skywalk.

### 29 maart
- Een Zwitser die vijf portretten van de Thaise koning heeft besmeurd, krijgt in Thailand een celstraf van tien jaar.
- De landen van de Arabische Liga bieden in de Saoedische hoofdstad Riyad Israël opnieuw een vredesvoorstel van vijf jaar geleden aan waarin staat dat ze de Joodse staat zullen erkennen in ruil voor terugtrekking uit de Palestijnse Gebieden en de oprichting van een Palestijnse staat.
- De Amerikaanse Senaat steunt een wetsvoorstel waarin staat dat de Amerikaanse troepen uiterlijk over een jaar uit Irak moeten zijn teruggetrokken; president Bush dreigt met een veto.

### 30 maart
- Omdat er blauwtong veroorzakende knutten zijn aangetroffen scherpt de Nederlandse minister van Landbouw Gerda Verburg de regels voor deze dierziekte aan.

### 31 maart
- Vanwege de forse politieke tegenstellingen vinden er in Oekraïne grote betogingen voor en tegen nieuwe parlementsverkiezingen plaats.

← · januari · februari · maart · april · mei · juni · juli · augustus · september · oktober · november · december ·  →